# Komitat Veszprém
Komitat Veszprém (węg. Veszprém vármegye) – komitat w zachodnich Węgrzech.
Północna część komitatu leży na Małej Nizinie Węgierskiej, w dolinach Raby i Marcal, południowa – na Średniogórzu Zadunajskim. Środkową część komitatu stanowią góry Lasu Bakońskiego. Południowy pas tworzą Wzgórza Balatońskie na północnym brzegu jeziora Balaton.
Komitat Veszprém powstał w XI wieku. Ostatnie zmiany terytorialne zostały dokonane w 1950 i polegały na przyłączeniu terenów na północ od Balatonu (z komitatów Zala i Vas) i oderwaniu terenów na południe od Balatonu (do komitatów Fejér i Somogy).

## Podział administracyjny
Komitat dzieli się na 9 powiatów:
- Ajka
- Balatonalmádi
- Balatonfüred
- Devecser
- Pápa
- Sümeg
- Tapolca
- Várpalota
- Veszprém
- Zirc[1]

### Miasta komitatu
Miasta komitatu (liczba mieszkańców według spisu z 2001):
- Veszprém: 62 851
- Pápa: 33 549
- Ajka: 31 805
- Várpalota: 21 779
- Tapolca: 18 222
- Balatonfüred: 12 956
- Balatonalmádi: 8055
- Zirc: 7393
- Sümeg: 6761
- Berhida: 5927
- Devecser: 5106
- Balatonfűzfő: 4271
- Herend: 3330
- Badacsonytomaj: 2312